# Rückschaufehler

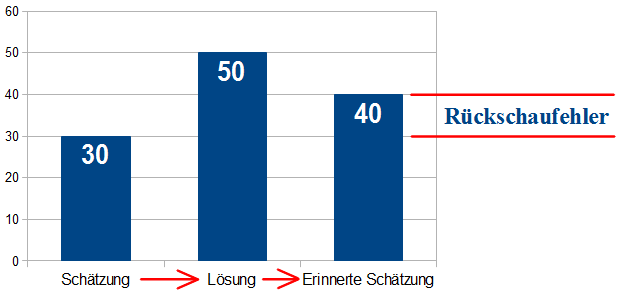
Verbildlichung des Rückschaufehlers (Komponente der Gedächtnisverzerrung, im Gedächtnisdesign) am Beispiel einer Wahlprognose.

Rückschaufehler (englisch hindsight bias) bezeichnet in der Kognitionspsychologie die kognitive Verzerrung, dazu zu neigen, nachdem ein Ereignis eingetreten ist, die Vorhersehbarkeit dieses Ereignisses zu überschätzen. Teilweise werden auch möglicherweise vor dem Ereignis abgegebene Annahmen in der Erinnerung später in Richtung der tatsächlichen Ausgänge verzerrt.

## Phänomen
Der Effekt führt dazu, dass Menschen nach einem (wichtigen) Ereignis nicht mehr in der Lage sind, die Umstände und Gründe, die zum Ereignis führten, so zu beurteilen, wie sie es vor dem Bekanntwerden des Ereignisses getan hätten oder haben. Sie überschätzen im Rückblick vielmehr systematisch die Möglichkeit, dass man das Ereignis hätte voraussehen können. Eine gängige Erklärung dafür ist, dass die Kenntnis des Ereignisses die Deutung und Wertung aller damit zusammenhängenden Sachverhalte verändert und somit das gesamte kognitive „Koordinatensystem“ in Richtung auf sein Eintreten verschiebt.
Beispiel: Ein Jugendamt hatte eine „auffällige“ Familie seit Jahren unter Beobachtung, alle Fachregeln und Dienstvorschriften wurden genau befolgt, formal wurde nichts versäumt. Nun wird bekannt, dass die Familie ein Kind hat qualvoll verhungern lassen. Sofort kommt im Rahmen der öffentlichen Empörung die Frage auf, wie eine derartige Tat trotz der Beobachtung durch das Amt möglich war. Genau hier unterliegen nicht nur Laien, sondern auch Fachleute des jeweiligen Bereiches dem Rückschaufehler, indem sie vorher vorhandene Informationen unter dem Einfluss des Ereignisses neu betrachten und dabei zu einer Überschätzung der Vorhersagbarkeit des Ereignisses kommen.
Besonders bei der Zuweisung von Schuld und Verantwortung in vielen gesellschaftlichen, aber auch in privaten Bereichen spielt der Rückschaufehler eine Rolle. So konnte beispielsweise gezeigt werden, dass Menschen einer Person, die vergewaltigt wurde, im Nachhinein vorwarfen, selbst mit ihrem Verhalten dazu beigetragen zu haben. Wichtig dabei ist auch die Erkenntnis, dass Sachexpertise diesen Einfluss nicht ausgleichen kann.
Die zugrundeliegenden Mechanismen des Rückschaufehlers sind noch nicht vollständig aufgeklärt. Gezeigt wurde jedoch, dass der Wunsch nach Schuldzuweisung und Bestrafung im juristischen Kontext einen verstärkenden Einfluss auf das Ausmaß des Rückschaufehlers hat. Konkret untersucht wurde hierbei der Zusammenhang zwischen interindividuellen Unterschieden im Glauben an den freien Willen des Menschen als Maß für strafende Neigungen sowie dem Ausmaß des Rückschaufehlers.
Das Phänomen des Rückschaufehlers wurde erstmals 1975 von Baruch Fischhoff (* 1946) an der Carnegie Mellon University in Pittsburgh untersucht.
Zur erleichterten Messung werden Versuchsanordnungen verwendet (Operationalisierungen), bei denen eine quantitative (zahlenmäßige) Erfassung möglich ist, indem Messgrößen geschätzt werden (z. B. Wahlergebnisse).

## Komponenten
Vor einigen Jahren haben Blank und Kollegen darauf hingewiesen, dass der Rückschaufehler aus drei verschiedenen Komponenten besteht, welche voneinander unabhängig auftreten können. Dazu gehören:
1. der nachträglich erhöhte Eindruck der Zwangsläufigkeit
2. der nachträglich erhöhte Eindruck der Vorhersehbarkeit
3. Gedächtnisverzerrungen (s. Diagramm)[5]

Somit kann beispielsweise ein Ereignis im Nachhinein gleichzeitig als zwangsläufiger und auch als weniger vorhersehbar wahrgenommen werden als in der Vorschau.

## Untersuchungsdesigns
Man unterscheidet zwei Forschungsdesigns, das „Gedächtnisdesign“ und das „hypothetische Design“.

### Das intraindividuelle „Gedächtnisdesign“
Eine Person soll vor einer Wahl eine Prognose für die Wahrscheinlichkeit des Wahlsieges der Partei X abgeben; sie nennt zum Beispiel 30 Prozent. Nach der Wahl wird die Person aufgeklärt, dass die Partei tatsächlich 50 % der Stimmen erhalten hat. Nun bittet man die Person, sich an die Höhe ihrer ursprünglichen Schätzung zu erinnern. Obwohl 30 % geschätzt wurde, ist die Person davon überzeugt, dass sie auf 40 % getippt hatte. Die Differenz zu ihrer ursprünglichen Prognose bezeichnet man als Rückschaufehler.
In der Studie „Hindsight bias in political elections“ von Blank, H., Fischer, V. & Erdfelder, E. (2003) konnte ein robuster Rückschaufehler-Effekt gefunden werden. Die Autoren verwendeten ein Gedächtnisdesign und wählten einen Zeitabstand von vier Monaten. Im Gegensatz dazu war bei vielen vorherigen Studien der Zeitabstand zwischen der Vorhersage des Wahlausgangs und der Erinnerung an die Vorhersage sehr gering gewesen, weshalb die Ergebnisse nicht sehr aussagekräftig gewesen waren.

### Das interindividuelle „hypothetische Design“
Vor einer Wahl bittet man eine Personengruppe um eine Prognose. Nach der Wahl wird eine zweite Personengruppe gefragt, welchen Wahlausgang sie prognostiziert hatten. Die Differenz zwischen beiden Ergebnissen spiegelt in der Regel einen Rückschaufehler wider.

## Praktische Auswirkungen
Rückschaufehler wurden auch bei verschiedenen Expertengruppen (z. B. Ärzte, Richter) festgestellt. Insbesondere in der Rechtsprechung ist der Rückschaufehler von Bedeutung, da für die Beurteilung von Fahrlässigkeit, der nachträglichen Zulässigkeit von Ermittlungsmaßnahmen, aber auch der Patentwürdigkeit einer Erfindung, eine ex ante Beurteilung nötig ist, jedoch bereits spätere Informationen (z. B. über einen eingetretenen Schaden, das Ergebnis von Ermittlungsmaßnahmen, die zum Patent eingereichte Erfindung) den Urteilenden bereits bekannt sind.  Neuere wissenschaftliche Literatur demonstrierte den Rückschaufehler ebenfalls für Szenarien, in denen eine mögliche juristische Verantwortung von Geschäftsführern nach der Insolvenz eines Unternehmens zu bewerten ist (indem die Insolvenz nach einem Versuch der Rettung durch den Geschäftsführer in Anbetracht des negativen Ausgangs als Wahrscheinlicher und Zwangsläufiger eingeschätzt wird).
Eine Studie zeigt, dass der Rückschaufehler auch in Artikeln der Wikipedia vorkommt: In einer Untersuchung wurden verschiedene Versionen von Wikipedia-Artikeln (vor und nach Eintreten eines Ereignisses) miteinander verglichen. In nur einer Kategorie von Ereignissen – Katastrophen – zeigte sich, dass spätere Artikelversionen stärker nahe legten, dass es zu dieser Katastrophe hätte kommen müssen. Dabei ist zu beachten, dass die Artikel, die für diese Ereigniskategorie untersucht wurden, nicht einmal den Fokus auf die Katastrophe selbst hatten, aber dafür bereits vor dem Eintreten der Katastrophe existierten (z. B. der Artikel über das Kernkraftwerk Fukushima Daiichi bzw. das Historische Archiv der Stadt Köln). In Artikeln über andere Arten von Ereignissen (z. B. über Wahlen, wissenschaftliche Entdeckungen, Sportereignisse) wurde jedoch kein Rückschaufehler gefunden. Darüber hinaus zeigte sich in einem indirekten Vergleich im Kontext der Landtagswahl Baden-Württemberg, dass Wikipediaartikel (über Wahlen) tatsächlich weniger stark zum Rückschaufehler neigen als Individuen. Als mögliche Gründe hierfür führen die Autoren Wikipedias Regeln einerseits und die unmittelbare Verfügbarkeit von Informationen aus der Vorschauperspektive andererseits an.

## Studienlage zum Rückschaufehler bei Experten und Novizen
Die Forschung zeigt, dass der Rückschaufehler nicht nur bei Laien, sondern auch bei Experten auftritt. Eine Studie von Oeberst und Goeckenjan (2016) belegte, dass selbst Richter, die als erfahrene Fachleute im juristischen Kontext gelten, von diesem kognitiven Bias betroffen sein können. Die Autoren untersuchten den Einfluss des Rückschaufehlers auf die Einschätzung von Fahrlässigkeit und fanden heraus, dass die retrospektive Bewertung von Ereignissen in rechtlichen Kontexten oft verzerrt ist.
Im Gegensatz dazu zeigte eine neuere Studie von Weber et al. (2024) deutliche Unterschiede zwischen Novizen und Experten im Auftreten des Rückschaufehlers. Die Autoren untersuchten den Effekt im forensischen Kontext, indem sie sowohl Laien als auch Experten bewerten ließen, wie wahrscheinlich eine erneute Straffälligkeit in einer vorgegebenen Fallvignette sei. Dabei wurde der Einfluss von Debiasing-Strategien untersucht, die darauf abzielen, kognitive Verzerrungen zu minimieren. 
Die Ergebnisse zeigten, dass Laien insbesondere in der Biased-Bedingung deutlich stärker vom Rückschaufehler betroffen waren als Experten. Experten, die auf berufliche Erfahrung zurückgreifen konnten, waren weniger anfällig für die Verzerrung. Interessanterweise reduzierten Debiasing-Strategien den Rückschaufehler signifikant bei Laien, während sie bei Experten keine zusätzlichen Effekte zeigten.
Die Autoren betonten, dass die frühe Schulung und Verinnerlichung von Debiasing-Strategien entscheidend sind, um faire und valide Entscheidungsprozesse in der forensischen Praxis zu gewährleisten. Allerdings wird die Studie aufgrund ihrer kleinen Stichprobe und einer verzerrten Darstellung des Rückschaufehlers kritisiert.